# Condition des femmes en Suède
La condition des femmes en Suède concerne la place des femmes dans la société pendant l'histoire de la Suède.

## Histoire

### Vikings

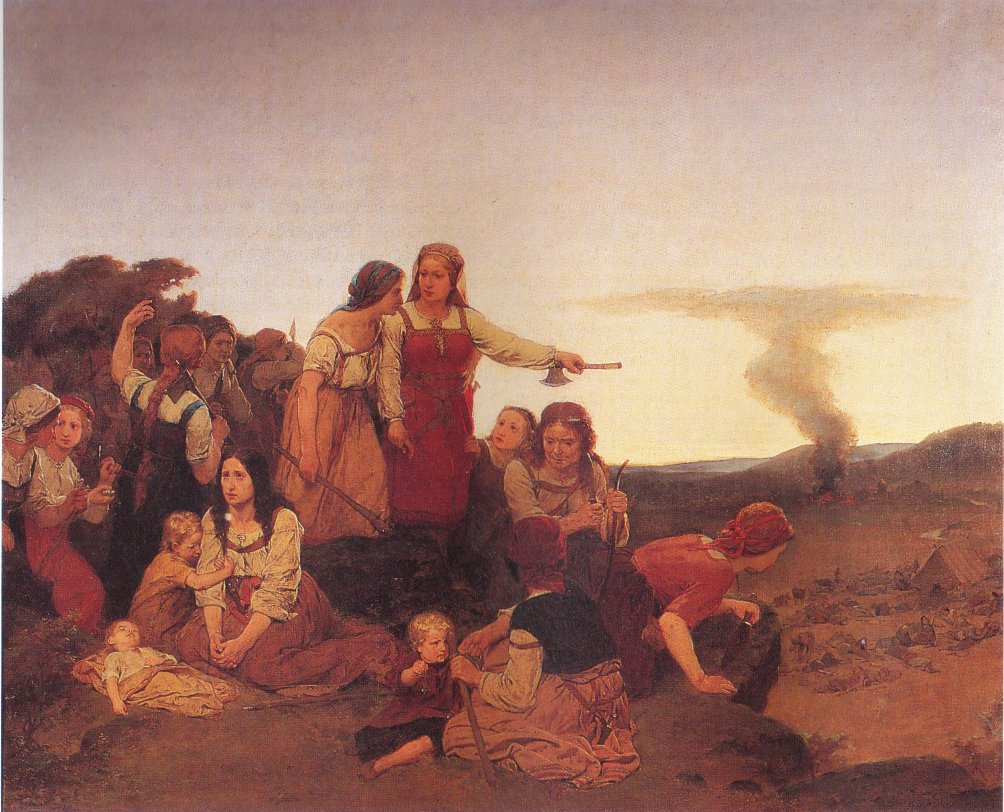
L'héroïne légendaire Blenda, peinte par August Malmström (1860).

Pendant l'ère viking, les femmes ont un statut relativement libre dans les pays nordiques, en Suède, au Danemark et en Norvège, comme l'indiquent les lois islandaises Grágás et norvégiennes (Frostathing (en) et Gulaþing). La tante paternelle, la nièce paternelle et la petite-fille paternelle, appelées odalkvinna, ont ainsi le droit d'hériter des biens d'un homme décédé. En l'absence de parenté masculine, une femme non mariée sans fils peut hériter (d'un père ou d'un frère décédé) du statut de chef de famille : elle est alors appelée ringkvinna et elle exerce tous les droits accordés au chef de clan, jusqu'à ce qu'elle se marie ; ses droits sont alors transférés à son époux. Après l'âge de 20 ans, une femme non mariée, appelée maer et mey, atteint la majorité légale, a le droit de décider de son lieu de résidence et est considérée comme responsable de sa propre personne devant la loi. Cependant, son indépendance n'est pas totale dans son choix d'époux, les mariages étant normalement organisés par le clan. Les veuves jouissent du même statut d'indépendance que les femmes non mariées.
Des femmes possèdent une autorité religieuse et certaines sont même prêtreses (gydja) ou oracles (sejdkvinna). D'autres sont poétesses (skalder), sculptrices de runes, commerçantes ou médecins. Une femme mariée peut divorcer et se remarier. Il est également socialement accepté pour une femme libre de cohabiter avec un homme et d'avoir des enfants avec lui sans l'épouser, même si cet homme est marié : dans cette situation, la femme est appelée frilla. Il n'y a pas de distinction faite entre les enfants nés à l'intérieur ou à l'extérieur du mariage : les deux ont le droit d'hériter des biens de leurs parents ; il n'y a donc pas d'enfants « légitimes » ou « illégitimes ». Ces droits disparaissent progressivement dans la législation locale après la christianisation qui se déroule au XIe siècle.

### Moyen Âge et début de l'époque moderne
Au Moyen Âge, le statut et les droits des femmes varient entre les différentes régions du pays, les lois locales des comtés étant différentes. La première tentative de rédaction d'une loi nationale est le Magnus Erikssons landslag (en) de 1350, établissant une loi pour le pays et un Stadslagen (en) pour les villes, un système conservé par les Kristofers landslag (en) à partir de 1442. À partir de 1350, l'état civil des femmes est généralement le même dans la loi du comté et dans la loi urbaine : une femme non mariée est dépendante de son parent masculin le plus proche et une femme mariée de son époux, alors qu'une veuve est considérée légalement comme majeure.
En 1608, les textes de loi de l'Ancien Testament de la Bible sont introduits dans la loi suédoise par des amendements, ce qui aggrave (au moins formellement) considérablement le statut des femmes. Cependant, il existe des écarts entre le droit et la pratique : malgré le fait que les femmes non mariées étaient considérées comme des mineures du point de vue de la loi et que seules les veuves avaient le droit de se présenter devant les tribunaux, les femmes non mariées étaient toujours en mesure de témoigner, de poursuivre et de se présenter devant un tribunal, à tel point qu'une réforme législative leur accorde finalement ces droits en 1686, pour légaliser ce qui était déjà en pratique accepté.

#### Droit des comtés

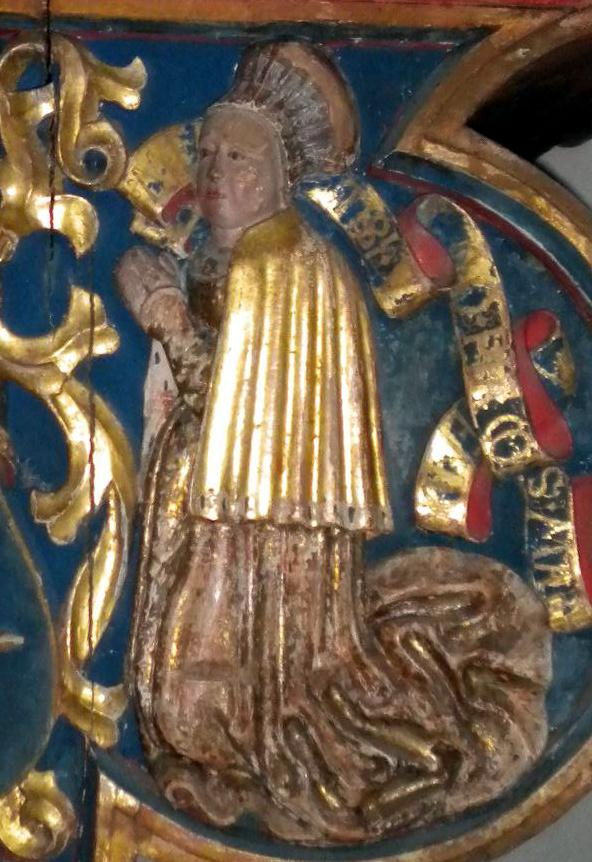
L'héroïne nationale Christine Gyllenstierna (1494-1559), sculpture du XVIe siècle de la cathédrale de Västerås.

À partir du Magnus Erikssons landslag de 1350, à la campagne, les filles peuvent hériter de la moitié de ce que reçoivent leurs frères. À partir de 1686, la loi suédoise de l'Église oblige chaque paroisse du pays à dispenser une éducation élémentaire à tous les enfants, quel que soit leur sexe, généralement par le vicaire ou un enseignant employé par le presbytère.
En zone rurale, les professions sont réglementées par la coutume plutôt que par les lois. Lorsqu'elle n'est pas mariée, une femme de la paysannerie est censée servir, selon la coutume, dans le foyer d'une autre famille paysanne comme piga (domestique), ce qui est considéré comme un moyen d'acquérir de l'expérience avant le mariage et n'est pas considéré comme une forme de servitude : une fois mariées, les femmes d'agriculteurs, de pêcheurs et de mineurs aident généralement leur conjoint dans leur métier, pouvant les remplacer en leur absence ou en cas de décès comme veuve, lorsque le couple n'a pas de fils. Entre le XVIIe siècle et le XIXe siècle, des femmes sont connues pour travailler comme mineurs et forgerons, appelées alors gruvpiga.
La coutume permet également qu'une femme agisse comme mandataire de son mari, ce qui leur accorde une grande indépendance, surtout au XVIIe siècle, lorsque les hommes sont appelés à se battre dans de nombreuses guerres et que leurs femmes restent au foyer pour gérer les affaires familiales en leur absence. C'est par exemple le cas avec les épouses des fermiers-soldats ainsi qu'avec les femmes de la noblesse, à qui il est laissé la responsabilité de s'occuper des successions et des paroisses. Dans les communautés locales, les épouses des vicaires de la paroisse ont une position importante, agissant comme des sortes de gardiennes de la protection sociale paroissiale, chose conservée par le système dit de Widow conservation (en) jusqu'au XIXe siècle.

#### Droits urbains
À partir du Magnus Erikssons landslag de 1350, la loi urbaine accorde aux filles et aux fils des droits de succession égaux. Dans l'ordonnance de l'Église suédoise de 1571, la loi urbaine encourage les parents à dispenser une éducation primaire à leurs enfants, quel que soit leur sexe, et à partir de la fin du XVIe siècle, les écoles des villes sont autorisées à accueillir des filles, mais normalement seulement dans les petites classes. Cependant, il existe des exceptions : Ursula Agricola de Strasbourg et Maria Jonae Palmgren de Grenna ont été acceptées au gymnase Visingsö (lycée) dans les années 1640.
Du XIVe siècle jusqu'au Fabriks och Handtwerksordning (en) et au Handelsordningen (en) de 1846, de nombreuses professions dans les villes sont monopolisées par les guildes. Cependant, les femmes ne sont pas exclues de ces guildes. Les veuves peuvent en être membres, avec une licence pour pratiquer la profession de leur conjoint décédé (valable jusqu'à leur remariage) ; elles peuvent également recevoir un permis pour exercer un autre métier. Toutefois, de nombreuses corporations ont exclu des femmes mariées et non mariées, mais en pratique, il existe de nombreux exemples contraires. Il y avait aussi des guildes exclusivement féminines, comme celles des sages-femmes et celle de bateau-bus (Rower woman (en)). En 1460, 180 membres de la guilde féminine sont recensées dans la ville de Stockholm : la profession n'est pas indiquée pour la majorité d'entre elles, mais les métiers les plus répandus pour les femmes de la ville étaient ceux de brasseuse, de boulangère, de couturière et de laveuse, des professions qui ont continué à être pratiquées par les femmes de la ville au cours des siècles suivants.
Il y avait aussi des professions à l'extérieur des guildes, comme celles de Mursmäcka (en). Une femme, quel que soit son statut personnel, pouvait acheter un permis, être active dans le commerce d'exportation et d'importation sans appartenir à une guilde et être une Kontingentborgare. Les villes ont également délivré le permis de månglare. Il s'agissait d'un permis permettant de fabriquer ou de vendre des biens qui n'étaient pas inclus dans les monopoles des guildes, depuis des stands sur une place ou dans la rue, souvent des vêtements anciens, des ornements, des confitures et des gâteaux ; à partir de 1623, ces permis sont délivrés uniquement à celles et ceux qui pouvaient prouver qu'ils n'avaient pas d'autre moyen de subsistance. Ces personnes étaient généralement des femmes : soit des veuves, soit des femmes mariées dont les conjoint ne pouvaient pas les entretenir.

#### Femmes monarques
Marguerite Ire est reine de Suède entre 1389 et 1412 et Christine de Suède entre 1632 et 1654. Plusieurs autres femmes exercent également la fonction de régente du royaume de Suède.

### Lumières

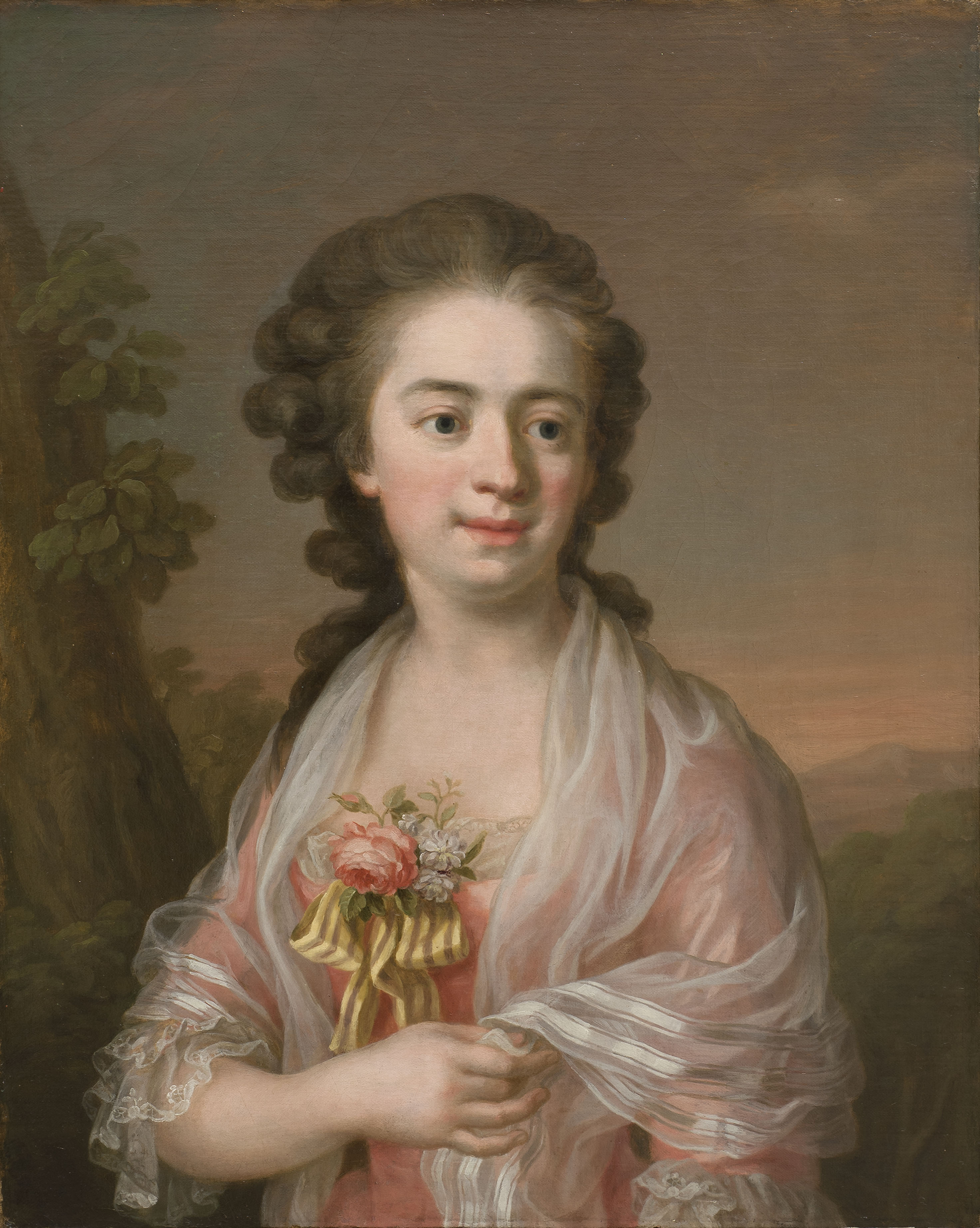
La peintre Ulrika Pasch.

La première loi visant à donner les mêmes droits à toutes les femmes dans le pays par une législation nationale (y compris en Finlande, alors une province suédoise) est le Code civil de 1734 (en) qui, en ce qui concerne le statut des femmes, reste en grande partie inchangé jusqu'à la seconde moitié du XIXe siècle. Dans le Code civil de 1734, toutes les femmes non mariées sont définies comme des mineures légales, indépendamment de leur âge, et placées sous la tutelle de leur plus proche parent masculin (ou féminin, si la mère était veuve). La femme a le droit de contester le choix de son tuteur devant les tribunaux et d'en avoir un autre nommé par le tribunal ; lorsqu'elle est adulte, elle a le droit de faire un testament. Enfin, une femme non mariée peut être libérée de sa tutelle par une requête au roi (Charlotta Richardy (en) est un exemple célèbre). Le jour de son mariage, la femme est placée sous la tutelle de son mari. Cependant, les hommes ont l'interdiction de vendre les biens de leur femme sans leur consentement, les femmes ont le droit de vendre des biens et de gérer les affaires en l'absence de leur mari, et les deux conjoints, quel que soit leur sexe, ont le droit de demander le divorce en cas d'adultère, le conjoint coupable (homme ou femme) se voyant retirer la garde des enfants. Lorsqu'une femme devient veuve (ou divorcée), elle est considérée juridiquement comme majeure.
Le règlement des guildes de 1720 (en) accorde explicitement aux femmes le droit d'en être membre, et plusieurs modifications ultérieures favorisent les droits professionnels des femmes, la plupart d'entre elles étant délivrées par les autorités municipales pour permettre aux femmes démunies de subvenir à leurs besoins, notamment la réforme de 1741 rendant obligatoire l'adhésion à la guilde pour les aubergistes et la réforme de 1749, dans laquelle le permis de se lancer dans le commerce de rue et de marché à Stockholm est autorisé pour les femmes pauvres. Ces deux professions très courantes pour les femmes démunies deviennent ainsi davantage accessibles.
En 1741, une réforme abolit la peine d'humiliation publique du Kyrkoplikt (en) pour les mères célibataires afin d'éviter les infanticides. En 1778, la règlement des guildes de 1720 est promulguée[pas clair] afin d'épargner aux mères célibataires une stigmatisation sociale qui était alors commune. Cela permet aux femmes enceintes souhaitant éviter un tel châtiment de ne plus tuer leurs nourrissions pour éviter la vindicte populaire : elles sont dès lors autorisées à se rendre dans un endroit discret, où elles peuvent accoucher anonymement. Les sages-femmes y ont l'interdiction de révéler leur identité. Dans le cas où les femmes décident finalement de garder leur enfant, leur statut de célibataire est caché par les autorités afin de leur épargner un embarras social.
Durant les Lumières, plusieurs femmes acquièrent une notoriété nationale, en particulier dans le domaine artistique : Eva Ekeblad est admise à l'Académie royale des sciences de Suède, Ulrika Pasch à l'Académie royale des arts de Suède et Elisabeth Olin à l'Académie royale de musique de Suède.
Au XVIIIe siècle, de nombreuses écoles pour filles sont créées, comme la Societetsskolan (en), le premier établissement d'enseignement de qualité pour les femmes. En 1788, Aurora Liljenroth (en) est diplômée du gymnase (lycée) de Visingsö.

### XIXesiècle

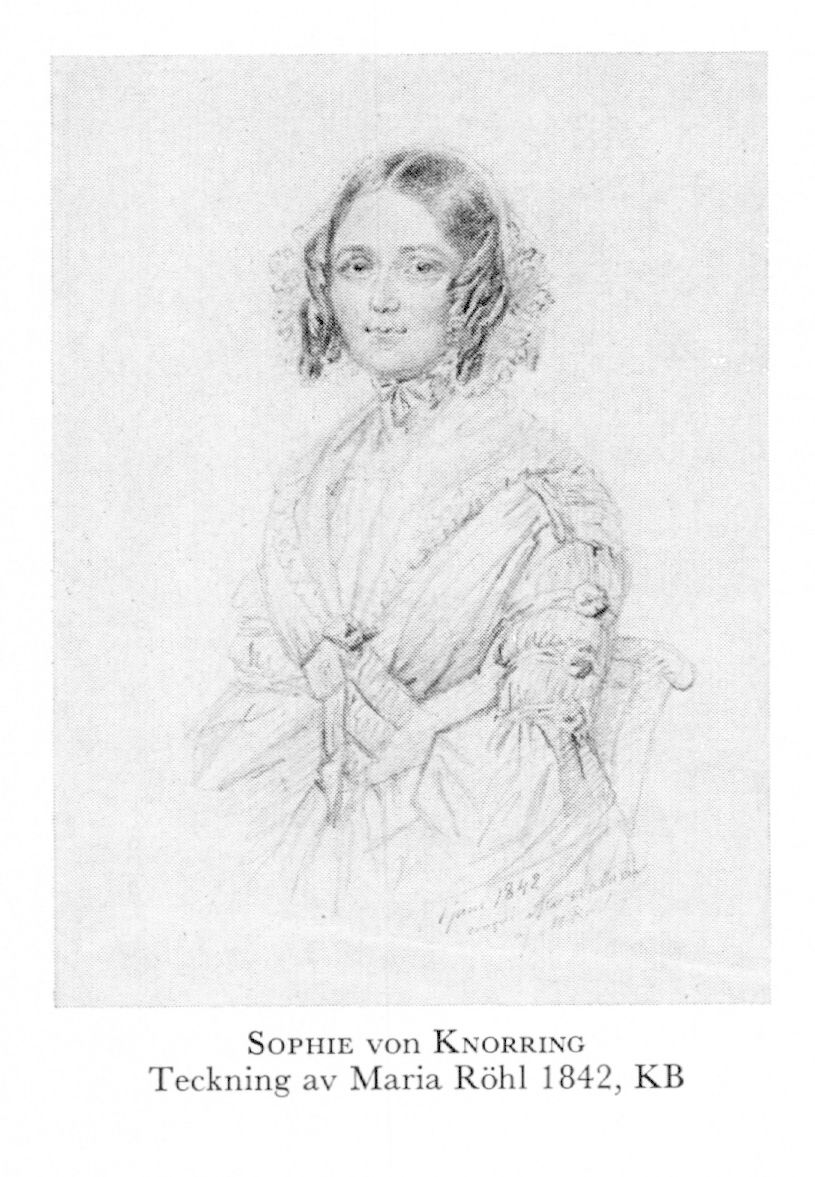
La femme de lettres Sophie von Knorring, peinte par Maria Röhl en 1842.

Au cours de la première moitié du XIXe siècle, une croissance démographique, associée à des changements sociaux causés par la crise économique des guerres napoléoniennes et l'industrialisation, entraînent une augmentation du nombre de femmes non mariées, qui ne suivent donc pas le parcours traditionnel de mère de famille. Au même moment, les écoles ouvertes aux femmes offrent généralement une éducation superficielle, axée sur l'apprentissage du rôle d'épouse et de mère ; la seule profession destinée aux femmes instruites est alors celle de gouvernante ou d'enseignante dans une école privée pour filles.
Dans les années 1840 naît donc un débat concernant la façon de fournir aux femmes les moyens de subvenir à leurs besoins et d'être utiles à la société dans le cas où elles ne peuvent pas se marier, sans avoir à compter sur la charité des proches ou en ayant recours au crime. La faible qualité de l'éducation féminine est alors sévèrement critiquée et, en 1842, les filles sont finalement admises dans le système obligatoire d'enseignement primaire. Parallèlement, sous la pression du débat public, les anciennes écoles où l'enseignement était superficiel sont progressivement remplacées par un nouveau type d'écoles privées d'enseignement secondaire pour les femmes, dans le but de leur fournir une éducation utile pour leur vie professionnelle : en 1842, on n'en compte que cinq en Suède mais elles connaissent une expansion rapide et on en trouve dans la plupart des villes suédoises dans les années 1870.

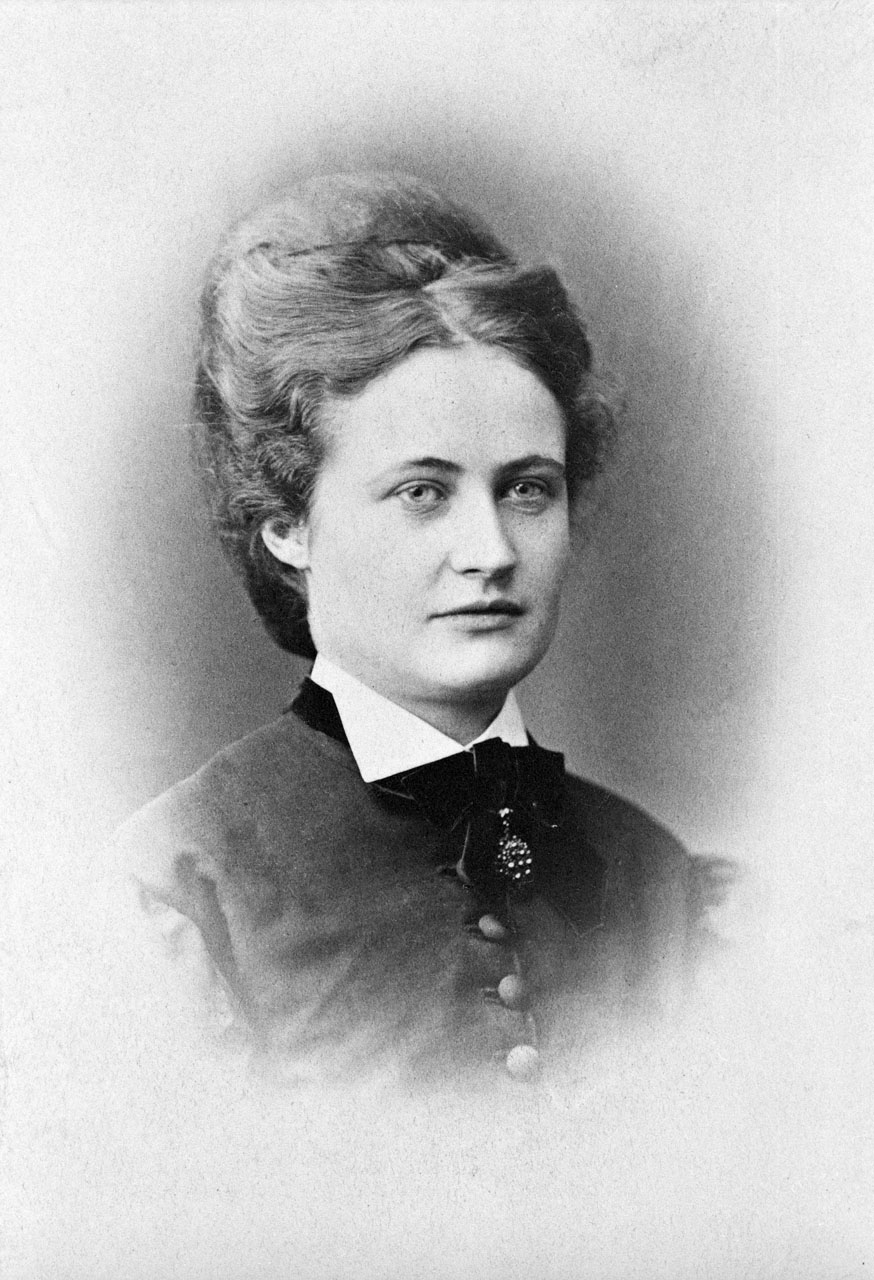
Anna Sandström, militante de la réforme de l'éducation féminine.

Le travail des réformistes au Parlement provoque une série de mesures en faveur des droits des femmes : droits d'héritage égaux en 1845, égalité des droits dans le commerce en 1846, ouverture des métiers de l'enseignement dans le système scolaire public (1853), de médecin-assistante et de dentiste (1861) ainsi que les postes aux bureaux télégraphiques et postaux (1863). Chacune de ces avancées donne aux députés réformistes des arguments pour en entreprendre de nouvelles, en faisant valoir qu'il est de la responsabilité de l'État d'accorder aux femmes ces nouveaux droits et de leur fournir une éducation et un statut juridique nécessaires pour les encadrer : en 1858-1863, les femmes célibataires sont désormais considérées légalement comme des majeures, et après les recommandations du Flickskolekommittén 1866 (en), la profession de médecin et le droit pour les femmes d'étudier à l'université sont finalement autorisés.
Le XIXe siècle conduit les femmes à participer davantage à la vie publique et aux réformes sociales : la fondation du Välgörande fruntimmerssällskapet (en) en 1819, où des femmes organisent des actions caritatives, est alors considéré comme un moyen acceptable pour elles de jouer un rôle public. Des réformatrices sociales acquièrent par ailleurs une influence certaine, comme Emilie Petersen (en), Sophia Wilkens (en) et Maria Cederschiöld (en) : elles jettent les bases de la participation des femmes à la vie sociale.
Les organisations féminines, d'abord uniquement tournées vers la charité, prennent ensuite une forme plus radicale lorsque le mouvement féministe émerge. En 1848, Sophie Sager (en) provoque la controverse lorsqu'elle se plaint d'une tentative de viol et obtient victoire en justice ; après cet évènement, elle devient la première femme en Suède à faire une tournée dans le pays, enchaînant les discours publics en faveur du féminisme. En 1855, des femmes organisent ce qui est considéré comme le premier mouvement pour les droits des femmes, lorsque Josefina Deland fonde la Svenska lärarinnors pensionsförening (la Société pour les enseignantes à la retraite) et, à partir de 1856, le Tidskrift för hemmet devient la première publication féministe régulière. Pendant la seconde moitié du siècle, le mouvement féministe se structure avec l'Association des droits de propriété des femmes mariées (en) (1873) et l'Association Fredrika Bremer (en) (1884), commençant à avoir ses propres revendications. À partir des années 1880, des femmes comme Emilie Rathou (en), Elma Danielsson (en), Alina Jägerstedt (en) et Kata Dalström (en) s'engagent dans le mouvement de tempérance, le mouvement ouvrier, les syndicats, la presse politique ou encore les médias.

### XXesiècle
En 1902 est créée l'Association nationale pour le suffrage des femmes afin d'obtenir le droit de vote. En 1909, une étape importante est franchie lorsque l'expression « homme suédois » est retirée des formulaires de proposition d'emploi des fonctionnaires, permettant ainsi aux femmes d'accéder à de nouveaux métiers qu'on leur refusait jusque-là, même si elles avaient les diplômes requis : par exemple, elles ne pouvaient pas être professeures dans les universités publiques ou médecin dans un hôpital d'État, parce que ces postes avaient un statut de fonctionnaire. Il leur était toutefois possible de travailler dans des institutions privées.
En 1919-1921, le suffrage féminin est finalement autorisé et, en 1920, les femmes mariées sont libérées de la tutelle de leurs conjoints et accèdent à la majorité légale. La réforme du suffrage féminin est suivie par la Behörighetslagen (loi d'éligibilité) de 1923, dans laquelle les hommes et les femmes sont désormais formellement égaux dans l'accès à toutes les professions de la société, les seules exceptions étant les postes militaires et ecclésiastiques. Ces deux dernières restrictions sont supprimées en 1958, lorsque les femmes sont autorisées à devenir prêtres et, dans une série de réformes entre 1980 et 1989, quand toutes les professions militaires s'ouvrent aux femmes.

## Féminisme en Suède

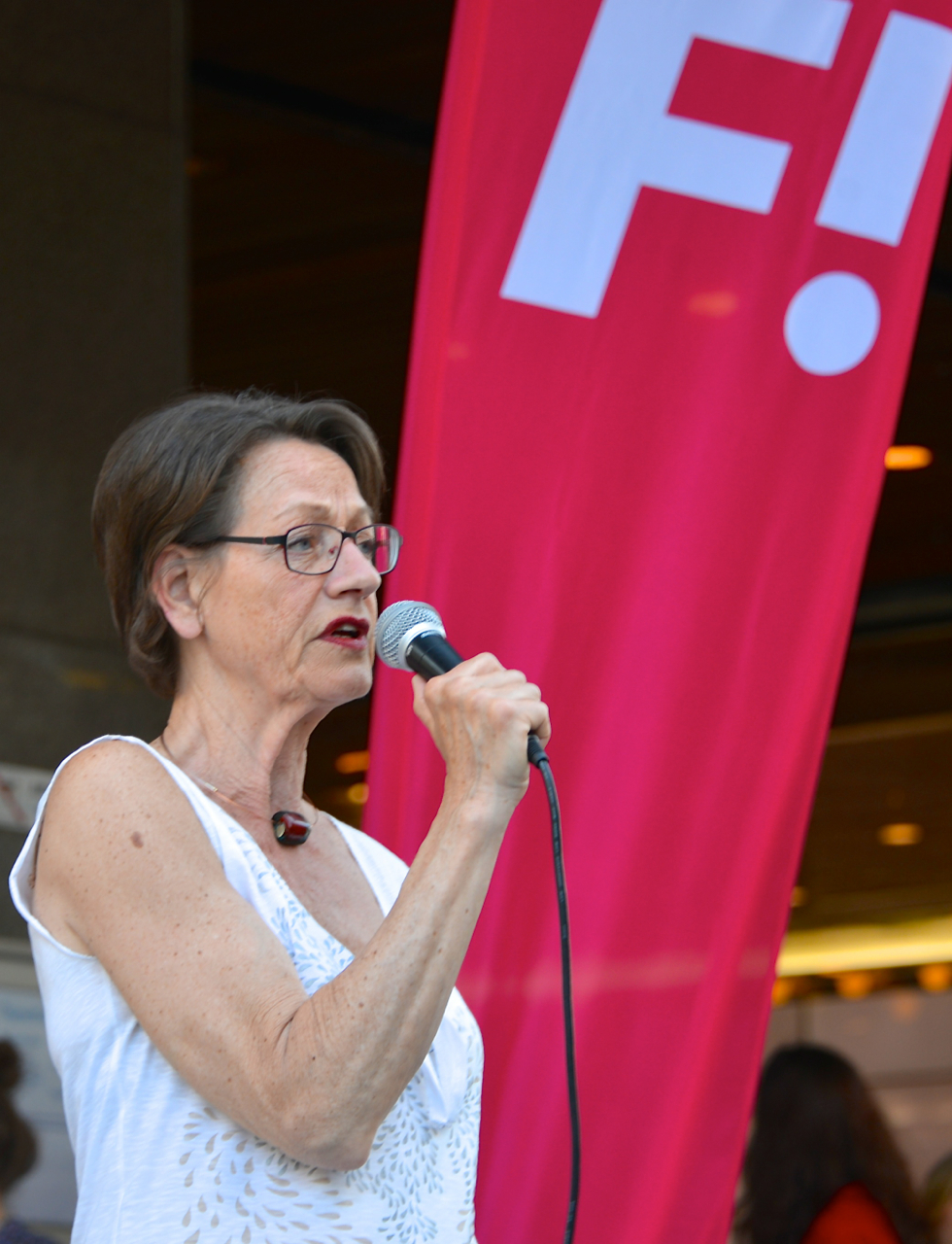
Discours de Gudrun Schyman pour l'Initiative féministe, à Stockholm, en 2014.

Le mouvement féministe suédois naît au XVIIe siècle et fait l'objet de discussions dans les cercles intellectuels tout au long du XVIIIe siècle. Depuis le célèbre poème de Hedvig Charlotta Nordenflycht Fruntimrens försvar (De la défense des femmes) en 1761, le débat sur les rôles de genre et d'égalité entre les sexes devient un sujet courant. Depuis, la Suède reste un précurseur de l'égalité entre les sexes grâce à un mouvement féministe tant intellectuel que militant.
De nos jours, avec son multiculturalisme, la société suédoise a embrassé le féminisme de la troisième génération. Lors des élections européennes de 2014, l'Initiative féministe devient le deuxième parti politique féministe (après le Miljöpartiet) à gagner un mandat parlementaire. Il intègre à sa doctrine l'intersectionnalité et l'antiracisme.

## Égalité des droits

### Suffrage féminin

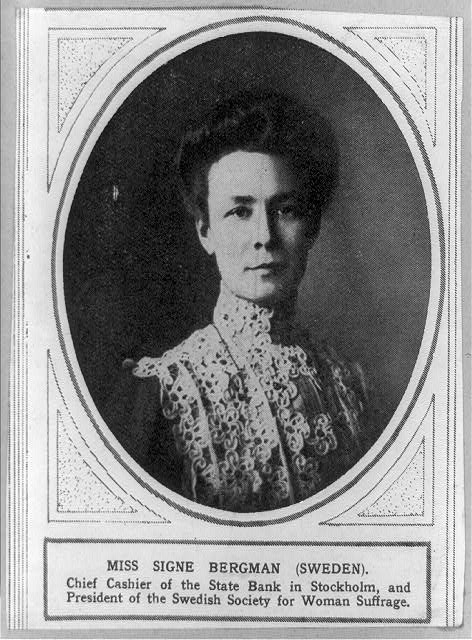
La suffragette Signe Bergman vers 1910.

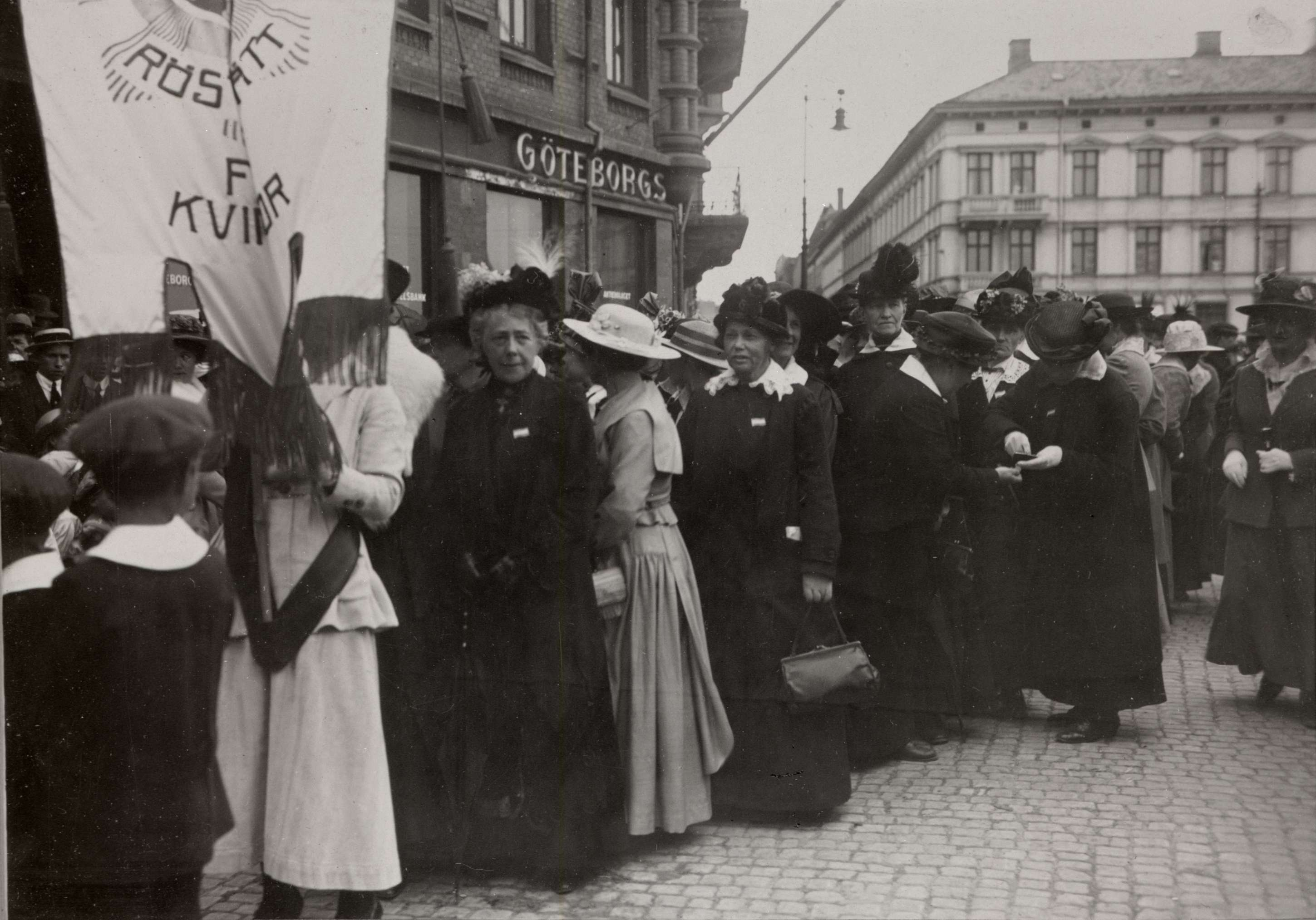
Manifestation pour le suffrage féminin à Göteborg, en juin 1918.

Pendant l'Ère de la Liberté (1718-1772), la Suède expérimente le suffrage féminin conditionnel. Jusqu'à la réforme de 1865, les élections locales se composent d'élections municipales dans les villes et d'élections de vicaires paroissiens dans les villages. Le Sockenstämma est le conseil paroissial qui s'occupe des affaires locales, dans lesquelles le vicaire paroissial préside et la paysannerie locale se réunit et vote, un processus réglementé de manière informelle auquel les femmes auraient déjà participé au XVIIe siècle. Les élections nationales consistent en l'élection de députés au Riksdag des États.
Le suffrage est alors neutre en termes de genre et donc autorisé pour les femmes et les hommes s'ils remplissent les qualifications d'un citoyen votant. Ces qualifications sont modifiées au cours du XVIIIe siècle, ainsi que l'interprétation locale des pouvoirs, affectant le nombre d'électeurs qualifiés : les qualifications diffèrent également entre villes et campagnes, ainsi qu'entre les élections locales et nationales.
Au départ, le droit de vote aux élections municipales est accordé à tous les bourgeois, personnes définies comme étant des citoyens payant des impôts et membres d'une guilde. Les femmes et les hommes pouvaient être membres d'une guilde, ce qui a entraîné l'adoption du suffrage féminin pour un nombre limité de femmes. En 1734, le suffrage lors des élections nationales et locales, dans les villes et dans les campagnes, est accordé à tous les citoyens propriétaires payant des impôts et possédant la majorité légale. Cette mesure profite aux femmes dans cette situation, membres ou non d'une guilde, mais exclut les femmes mariées et la majorité des femmes non mariées, car les femmes mariées étaient définies comme des mineures et les femmes non mariées également, à moins qu'elles ne demandent la majorité légale par dispense royale. Cela n'est toutefois pas le cas des veuves et des divorcées, qui sont considérées comme majeures. La réforme de 1734 accroit la participation des femmes aux élections de 55 à 71 %.
Entre 1726 et 1742, des femmes votent dans 17 des 31 élections municipales. Selon certaines sources, des femmes électrices aux élections municipales préféraient nommer un homme pour y voter par procuration en mairie parce qu'elles trouvaient embarrassant de le faire en personne, ce qui a été cité par ses adversaires comme un argument pour abolir le suffrage féminin. La coutume du vote par procuration est également utilisée par les hommes, et il était en réalité commun pour les hommes absents ou malades de nommer leurs épouses pour aller voter à leur place. En 1758, les femmes sont exclues des élections municipales par un nouveau règlement dans lequel elles ne peuvent plus être définies comme des bourgeois, mais le suffrage féminin reste conservé aux élections nationales ainsi qu'aux élections paroissiales en zone rurale. Des femmes participent à la totalité des onze élections nationales tenues jusqu'en 1757. En 1772, le suffrage féminin aux élections nationales est aboli, d'abord pour les femmes non mariées considérées comme majeures, puis pour les veuves. Cependant, l'interprétation locale de l'interdiction du suffrage féminin varie, et certaines villes continuent de permettre aux femmes de voter. À Kalmar, Växjö, Västervik, Simrishamn, Ystad, Åmål, Karlstad, Bergslagen, Dalarna et Norrland, les femmes peuvent continuer de voter malgré l'interdiction de 1772, alors qu'à Lund, Uppsala, Skara, Åbo, Gothenburg et Marstrand, les femmes sont strictement exclues du vote après 1772.
Alors que le suffrage féminin est interdit lors des élections municipales de 1758 et lors des élections nationales de 1772, aucune mesure de rétorsion de ce genre n'est présentée aux élections locales rurales ; les femmes continuent donc de voter aux élections paroissiales des vicaires. Après une série de réformes en 1813-1817, les femmes non mariées considérées comme majeures obtiennent le droit de vote au sockestämma (conseil paroissial local, ancêtre des conseils municipaux) et au kyrkoråd (conseils municipaux locaux).
En 1823, le maire de Strängnäs suggère de réintroduire le suffrage féminin pour les femmes payant des impôts et considérées comme majeures (femmes célibataires, divorcées et veuves) lors des élections municipales ; ce droit est réintroduit en 1858.
En 1862, les femmes payant des impôts et considérés comme majeures (femmes célibataires, divorcées et veuves) sont de nouveau autorisées à voter aux élections municipales, ce qui fait de la Suède le premier pays au monde à accorder aux femmes le droit de vote (même s'il est restreint). La réforme du système politique conduit à créer une nouvelle autorité locale : le conseil municipal communal. Le droit de vote aux élections municipales s'applique uniquement aux personnes majeures légalement, ce qui exclut les femmes mariées, car elles sont juridiquement sous la tutelle de leurs maris. En 1884, l'idée d'accorder aux femmes le droit de vote aux élections nationales est votée au Parlement. Pendant les années 1880, l'Association des droits de propriété des femmes mariées (en) mène une campagne pour encourager les électrices autorisées à voter, conformément à la loi de 1862, à utiliser leur vote et à accroître la participation des électrices aux élections, mais l'audience de ce genre de revendications est encore faible. En 1888, la militante de la Ligue de tempérance Emilie Rathou (en) devient la première femme suédoise à exiger le droit de vote dans un discours public. En 1899, une délégation de l'Association Fredrika Bremer (en) présente une demande pour le suffrage féminin au Premier ministre Erik Gustaf Boström. La délégation est dirigée par Agda Montelius, accompagnée par Gertrud Adelborg, qui avait écrit la demande. C'était la première fois que le mouvement féministe suédois demande officiellement le droit de vote.
En 1902 est créée l'Association nationale pour le suffrage des femmes. En 1906, le suffrage féminin est de nouveau rejeté par le Parlement. En 1909, le droit de vote aux élections municipales est élargi aux femmes mariées. La même année, les femmes obtiennent le droit d'être admises aux conseils municipaux et aux élections municipales de 1910-1911 suivantes, quarante femmes sont élues dans différentes villes, Gertrud Månsson (en) étant la première. En 1914, Emilia Broomé devient la première femme à siéger à l'Assemblée législative.
Le droit de vote aux élections nationales est autorisé en 1919, entrant en application lors des élections législatives de 1921.

### Représentation électorale et exécutive
Après les élections législatives de 1921, les premières femmes élues au Parlement suédois sont : Kerstin Hesselgren à la chambre haute et Nelly Thüring (sociale-démocrate), Agda Östlund (sociale-démocrate), Elisabeth Tamm (libérale) et Bertha Wellin (conservatrice) à la chambre basse. En 1961, le nombre de femmes députées au Riksdag dépasse les 10 %.
En 1947, Karin Kock-Lindberg devient la première femme ministre au sein du gouvernement et, en 1958, 
Ulla Lindström devient la première Première ministre par intérim. En 1966, on compte pour la première fois deux femmes dans le même gouvernement.
Les élections législatives de 1994 sont une percée significative, les femmes députées obtenant plus de 40 % des sièges du Parlement et la moitié des postes du gouvernement. C'est à l'époque le pays le plus avancé en termes de parité.

### Famille
Comme dans de nombreux autres pays occidentaux, le lien entre la fécondité et le mariage a été considérablement affaibli au cours des dernières décennies. La Suède est l'un des premiers pays européens à avoir changé ses normes sociales envers la vie libre et la procréation, à un moment où cela était encore considéré comme inacceptable dans de nombreuses autres parties du continent.

### Sexualité
La Suède prévoit l'éducation sexuelle dans les écoles. L'âge du consentement en Suède est de 15 ans. La contraception a été légalisée en 1938. L'avortement est autorisé sous certaines conditions par la loi sur l'avortement de 1938 et l'avortement gratuit par la loi de 1974.

## Femmes pionnières
Éducation
- 1872 : Betty Pettersson (en), première étudiante à l'université
- 1873 : Hildegard Björck (en), première diplômée de l'université

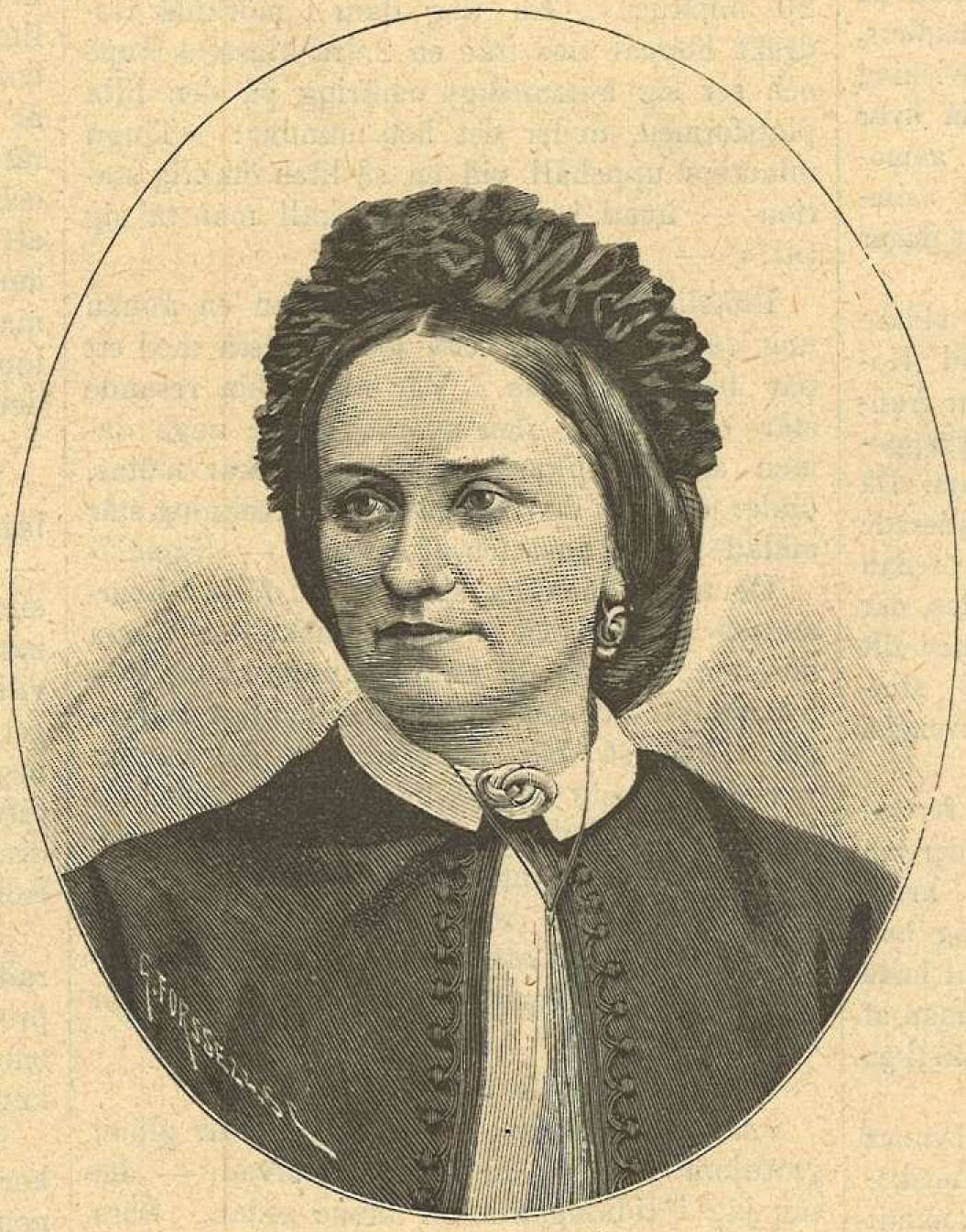
Nancy Edberg.

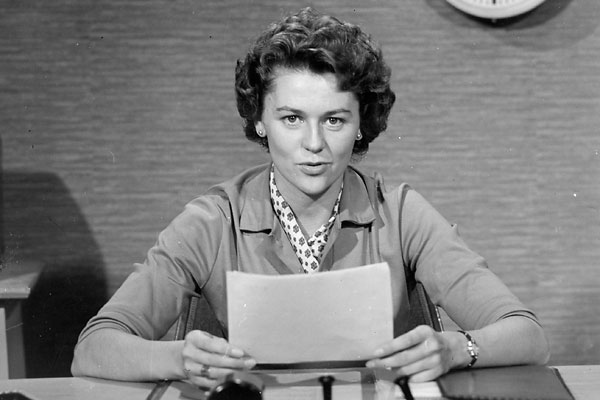
Gun Hägglund.

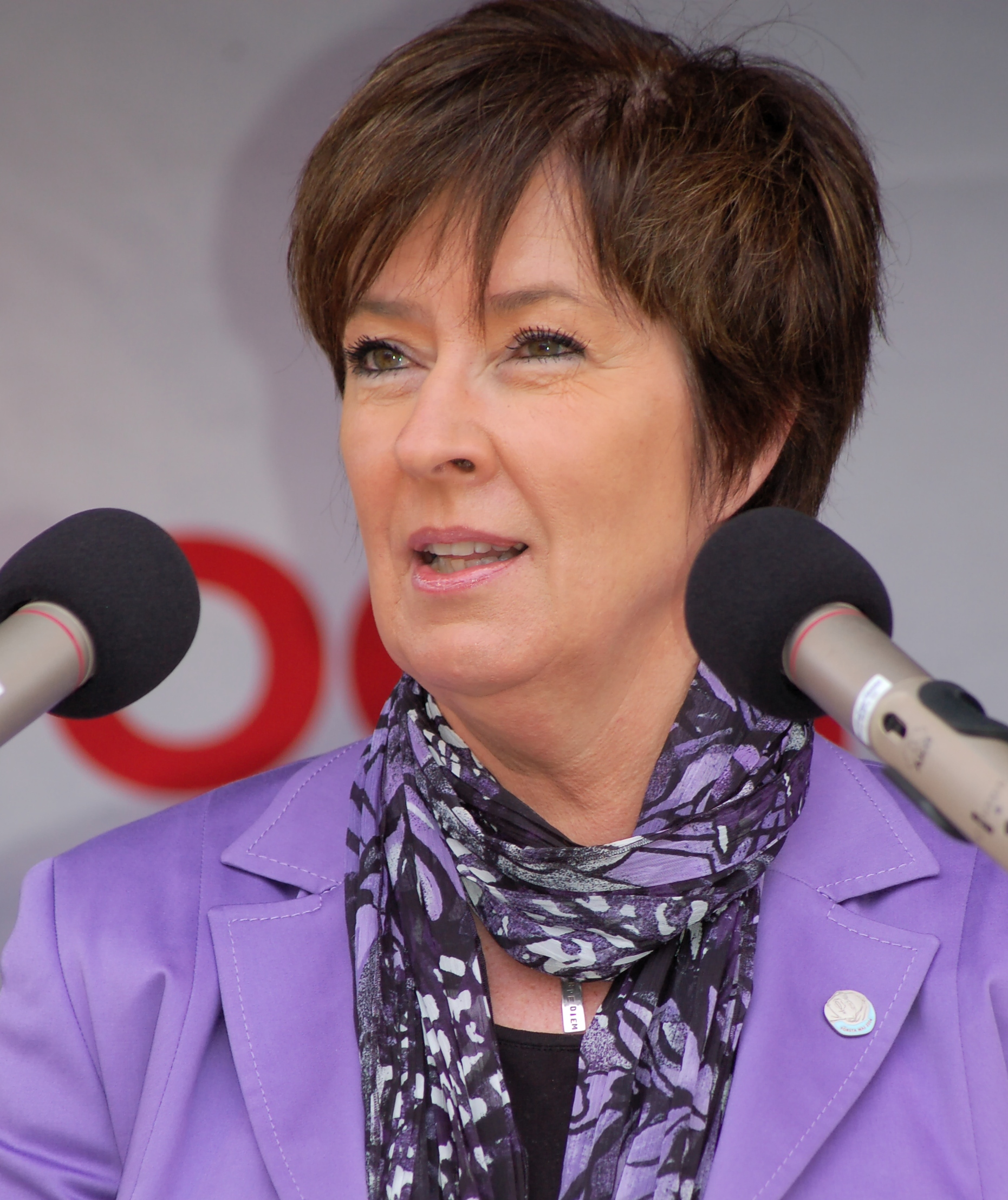
Mona Sahlin.

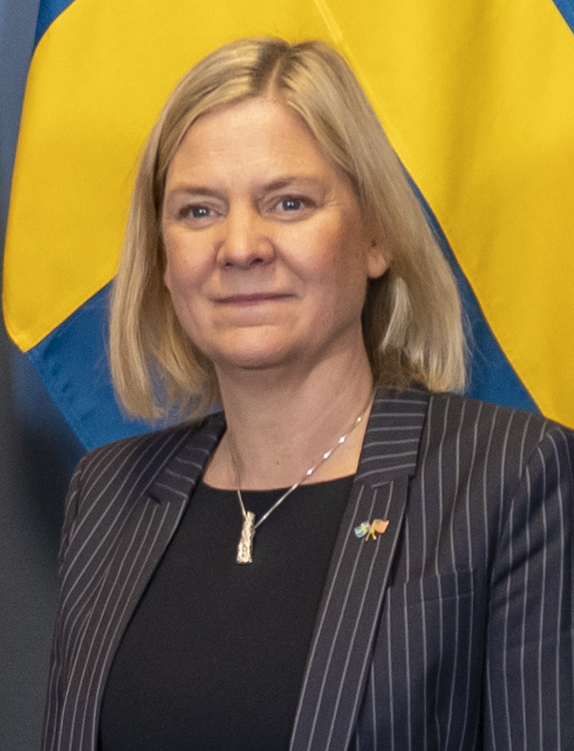
Magdalena Andersson.

- 1883 : Ellen Fries (en), première femme à obtenir un doctorat
- 1884 : Karolina Widerström, première médecin
- 1889 : Sofia Kovalevskaïa, première professeure
- 1890 : Lilly Engström (en), première femme membre d'un conseil d'éducation
- 1897 : Elsa Eschelsson, première docteure en droit et maître de conférences à l’université d’Uppsala

Politique
- 1577 : Sigrid Sture (en), première gouverneure
- 1632 : Catharina Stopia (en), première ambassadrice (en Russie)
- 1885 : Sophie Adlersparre et Hilda Caselli (en), premières membres d'un comité de gouvernement
- 1900 : Kata Dalström (en), première femme membre d'un comité exécutif d'un parti politique
- 1902 : Anna Sterky, première présidente d'un syndicat
- 1910 : 37 femmes (dont Gertrud Månsson (en) et Hanna Lindberg (en), premières conseillères municipales
- 1914 : Emilia Broomé, première femme membre d'une assemblée législative
- 1921 : Elisabeth Tamm, Agda Östlund, Nelly Thüring et Bertha Wellin, premières députées au Riksdag (chambre basse)
- 1921 : Kerstin Hesselgren, première députée au Riksdag (chambre haute)
- 1947 : Karin Kock-Lindberg, première ministre
- 1958 : Ulla Lindström (en), première Première ministre par intérim
- 1968 : Ingrid Gärde Widemar (en), première juge à la Cour suprême
- 1985 : Karin Söder, première présidente d'un parti représenté au Riksdag
- 1991 : Ingegerd Troedsson (en), première présidente du Riksdag
- 1994 : Mona Sahlin, première vice-Première ministre
- 2002 : Annika Billström, première maire de Stockholm
- 2021 : Magdalena Andersson, première femme occupant le poste de Première ministre de plein exercice

Métiers
- 1737 : Beata Sabina Straas (en), première actrice professionnelle
- 1808 : Anna Sundström, première chimiste (suivie par Louise Hammarström)
- 1818 : Gustafva Lindskog (en), première professeure de gymnastique
- 1845 : Brita Sofía Hesselius, première photographe
- 1847 : Nancy Edberg (en), première nageuse
- 1852 : Amalia Assur, première dentiste
- 1863 : Johanna Hedén (en), première chirurgienne
- Années 1860 : Peggy Hård (en), première clerc
- 1864 : Anna Lagerberg, première télégraphe
- 1867 : Emmy Rappe (en), première sage-femme
- 1903 : Agnes Arvidsson (en), première pharmacienne
- 1908 : Alfhild Tamm, première psychiatre
- 1911 : Anna Hofman-Uddgren, première réalisatrice
- 1919 : Anna Branzell (en), première architecte
- 1920 : Elsa Andersson, première aviatrice
- 1926 : Birgit Spångberg (en), première juge
- 1958 : Gun Hägglund, première présentatrice de nouvelles télévisées
- 1960 : Elisabeth Djurle (en), Margit Sahlin (en) et Ingrid Persson (en), première prêtres de l'Église suédoise
- 1981 : Karin Värmefjord (sv), première cheffe de police
- 1983 : Birgitta Blom (sv), première présidente de la cour d'appel de Svea
- 1997 : Christina Odenberg (en), première évêque de l'Église suédoise
- 2013 : Antje Jackelén, première archevêque de l'Église suédoise

## Chronologie des droits des femmes en Suède
- 1718 : les femmes payant des impôts et considérées comme majeures peuvent voter et se présenter aux élections. Ce droit est interdit (pour les élections locales) en 1758 et (pour élections nationales) en 1771[38].
- 1734 : dans le Code civil de 1734, les hommes ont l'interdiction de vendre les biens de leur femme sans leur consentement, et les deux conjoints, quel que soit le sexe, ont le droit de divorcer en cas d'adultère ; le conjoint coupable se voit retirer la garde de l'enfant[15]. Les femmes célibataires, normalement sous la tutelle de leur parent masculin le plus proche, ont le droit d'être déclarées légalement majeure par dispense du monarque[39].
- 1741 : l'obligation d'appartenance à une guilde pour les aubergistes est abandonnée, ouvrant la profession aux femmes[16].
- 1749 : les femmes ont le droit de s'engager dans le commerce de bibelots[40] et d'être vendeuses de rue à Stockholm, une profession très commune pour les femmes pauvres (cette mesure est alors destinée aux femmes ne parvenant pas à subvenir seules à leurs besoins[17]).
- 1772 : les femmes (veuves et mariées) dans le besoin peuvent faire commerce du tabac[40].
- 1778 : loi sur l'infanticide : les femmes non mariées sont autorisées à quitter leur ville natale pour accoucher et voir la naissance de leur enfant enregistrée anonymement. Si elles choisissent de garder leur enfant, elles peuvent obtenir un statut de célibataire non mentionné dans les documents officiels, afin de leur éviter un embarras social.
- 1798 : les femmes d'affaires mariées deviennent légalement majeures, obtenant également une responsabilité juridique dans les affaires de leur entreprise, bien qu'elles restent sous la tutelle de leur conjoint[16].
- 1804 : les femmes peuvent fabriquer et vendre des bougies[41].
- 1810 : le droit d'une femme non mariée d'être déclarée légalement majeure par dispense royale est officiellement confirmé par le Parlement[42]. Les femmes d'affaires mariées se voient accorder le droit de prendre des décisions concernant leurs propres affaires sans le consentement de leur mari[43].
- 1829 : les sages-femmes sont autorisées à utiliser des instruments chirurgicaux, qui sont uniques en Europe à l'époque et leur confèrent un statut de chirurgiennes[44].
- 1842 : école élémentaire obligatoire pour les deux sexes[45].
- 1845 : héritage égal pour les fils et les filles (en l'absence d'un testament)[46].
- 1846 : les métiers du commerce et de l'artisanat sont ouverts à toutes les femmes non mariées[47].
- 1853 : la profession d'enseignant dans les écoles publiques primaires est ouverte aux deux sexes[48].
- 1858 : majorité légale pour les femmes non mariées (si elle est demandée ; majorité légale automatique en 1863)[46].
- 1859 : le poste de professeur d'université et le statut de fonctionnaire inférieur dans les institutions publiques est ouvert aux femmes[49].
- 1861 : la première institution publique d'apprentissage universitaire supérieur pour les femmes, le séminaire royal (en), est ouverte. La profession de dentiste est ouverte aux femmes[50].
- 1863 : les professions liées aux postes et aux télégraphes sont ouvertes aux femmes[51].
- 1864 : les femmes non mariées bénéficient des mêmes droits au sein du secteur du commerce que les hommes[43]. Les maris ont l'interdiction d'abuser de leurs femmes[52]. Les professions liées à la gymnastique sont ouvertes aux femmes[51].
- 1869 : les femmes ont le droit de travailler dans le bureau des chemins de fer[51].
- 1870 : les universités sont ouvertes aux femmes (aux mêmes termes que les hommes en 1873)[46]. La première étudiante est Betty Pettersson (en).
- 1872 : les femmes ont le droit de choisir un mari sans autorisation familiale, et les mariages organisés sont interdits (les femmes de la noblesse, cependant, ne bénéficient du même droit qu'en 1882)[53].
- 1874 : les femmes mariées ont le contrôle de leurs propres revenus[46].
- 1889 : les femmes sont éligibles aux conseils d'administration publics tels que les conseils scolaires publics, les conseils d'hôpitaux publics, des inspecteurs, les conseils d'entraide ainsi qu'aux postes similaires[46].
- 1900 : congé de maternité non rémunéré pour les travailleuses industrielles[47].
- 1901 : les femmes reçoivent un congé de maternité non rémunéré de quatre semaines[52].
- 1902 : les bureaux médicaux publics sont ouverts aux femmes[54].
- 1906 : le suffrage féminin pour les élections municipales, accordé depuis 1862 aux femmes non mariées, est accordé aux femmes mariées[55].
- 1908 : des femmes sont employées dans l'Autorité de police suédoise[56].
- 1909 : les femmes sont éligibles aux conseils municipaux[32]. L'expression « homme suédois»  est retirée des formulaires de demande de poste pour les fonctionnaires, ouvrant la possibilité pour les femmes d'accéder à la plupart des postes publics[54].
- 1919 : les femmes obtiennent le droit de vote et d'égibilité aux élections législatives.
- 1920 : majorité légale pour les femmes mariées et droits égalitaires du mariage[46].
- 1923 : la loi accorde formellement aux femmes le droit à exercer toutes les professions, à l'exception de certains postes militaires et ecclésiastiques[26].
- 1938 : contraception légalisée[52].
- 1939 : interdiction de licencier une femme en raison de son mariage ou de sa grossesse[52].
- 1947 : salaire égal pour les deux sexes[52].
- 1948 : salaire de maternité[52].
- 1958 : les femmes sont autorisées à devenir pasteures[46].